# Potamocorbula laevis
Espèce
Synonymes
- Corbula laevis Hinds, 1843[1]

Potamocorbula laevis est une espèce de mollusques bivalves marins de la famille des Corbulidae (ordre des Myida).

## Systématique
L'espèce Potamocorbula laevis a été initialement décrite en 1843 par le médecin de marine, botaniste et malacologiste britannique Richard Brinsley Hinds (1812-1847) sous le protonyme de Corbula laevis,.

## Répartition
Les spécimens décrits par Hinds en 1843 avaient été collectés à Hong-Kong,.

## Publication originale
- (en) Hinds, « Descriptions of new species of shells collected during the voyage of Sir Edward Belcher, C.B., and by H. Cuming, Esq., in his late visit to the Philippine Islands », Proceedings of the Zoological Society of London, Londres, ZSL, vol. 1843, no 11,‎ 9 mai 1843, p. 55-59 (ISSN 0370-2774, OCLC 1779524, BNF 32843178, lire en ligne).